# Congiuntivo presente
Il congiuntivo presente è la forma verbale della lingua italiana generalmente usata nella frase secondaria per indicare la volontà di azione pensata (Voglio che tu mi dica la verità), oppure la proiezione mentale di un evento futuro (Spero che domani tu stia meglio) o anche la possibilità di un evento immaginato (Credo che Luigi dorma sereno).

## Coniugazione del congiuntivo presente
Questa forma verbale si coniuga aggiungendo alla radice del verbo le desinenze previste nella grammatica italiana nelle tre coniugazioni. Dato che il congiuntivo occorre generalmente dopo la congiunzione che, questa viene spesso ripetuta.
|                          | 1ª persona che io | 2ª persona che tu | 3ª persona che egli, ella | 1ª persona che noi | 2ª persona che voi | 3ª persona che essi, esse |
| 1ª coniugazione parlare  | parli             | parli             | parli                     | parliamo           | parliate           | parlino                   |
| 2ª coniugazione ricevere | riceva            | riceva            | riceva                    | riceviamo          | riceviate          | ricevano                  |
| 3ª coniugazione dormire  | dorma             | dorma             | dorma                     | dormiamo           | dormiate           | dormano                   |

- Come accade per la coniugazione del presente indicativo, alcuni verbi della terza coniugazione - detti verbi incoativi - prevedono l'utilizzo dell'interfisso -isc-: Che io finisca, che tu finisca, che egli finisca, che noi finiamo, che voi finiate, che essi finiscano.
- Quasi tutte le forme irregolari possono essere, a mo' di ricetta, derivate dalla prima persona del verbo al presente indicativo:
  - dall'indicativo vengo può essere formato il congiuntivo che io venga (che tu venga, che egli venga, che noi veniamo, che voi veniate, che essi vengano); dall'indicativo muoio può essere formato il congiuntivo che io muoia (che tu muoia eccetera); dall'indicativo faccio può essere formato congiuntivo che io faccia; similmente: che io dica, vada, esca, voglia, possa eccetera;
  - la coniugazione del verbo dovere si basa sul presente indicativo nella sua forma meno usata (io debbo; che io debba);
  - sono pochissime le forme verbali che presentano meccanismi di coniugazione devianti da questa norma. Essenzialmente, si tratta delle seguenti: che io sia (da essere), che io abbia (da avere), che io dia (da dare), che io sappia (sapere), che io stia (stare);
  - per il verbo essere avremo di conseguenza sia, sia, sia, siamo, siate, siano.
- Per i verbi che terminano in -care, -ciare, cere, -gare, -giare, gere e simili, valgono meccanismi analoghi a quelli della formazione del presente indicativo (alcuni esempi: che io cerchi, cominci, vinca).
- Le tabelle di coniugazione in rete forniscono in genere risultati affidabili (vedi nota).[1]

## Latino
Si ricorda che la coniugazione del congiuntivo presente italiano deriva direttamente da quella del latino: cantem, cantēs, cantet, cantēmus, cantētis, cantēnt.
In latino il congiuntivo si usa più regolarmente che in italiano ogni qual volta si presenti un'azione non reale o un'opinione. Inoltre si utilizza nelle proposizioni interrogative indirette (es. Nescio quis sit = Non so chi sia) ed anche quando il verbo in questione è preceduto da un pronome interrogativo, caso in cui l'italiano vuole l'indicativo (es. Scio quis sit = So chi è [lett. "So chi sia"]).

## Uso del congiuntivo presente nella frase secondaria
Viene di solito usato nella frase secondaria introdotta dai verbi di opinione come credere, pensare, ritenere, reputare e verbi desiderativi come volere, sperare, augurare:
- Credo che ormai il treno arrivi sul secondo binario.
- Pensate che io sia matto?
- Spero proprio che Marta sostenga l'esame.
- Suppongo che il film finisca verso le dieci.
- Voglio che tu venga alla nostra festa, non dirmi di no!

Viene anche introdotto, tra l'altro, dalle congiunzioni senza che, prima che, nonostante, malgrado, a meno che, a condizione che, affinché:
- Rocco parte senza che io possa salutarlo.
- Rocco ha paura dell'esame malgrado/nonostante sia assai studioso.
- Ti prego di iniziare quel lavoro, a meno che tu non sia già troppo occupato con altre cose.
- Si accettano tutti i cani, a condizione che siano in buona salute.
- Ti critico soltanto affinché tu ti accorga di qualche piccolo problema.

In alcuni di questi casi, nel parlato più spontaneo, è facile osservare come il presente dell'indicativo arrivi a sostituire quello del congiuntivo. Da una parte, fenomeni del genere sono attestabili già dal Medioevo, dall'altra l'uso del congiuntivo, in alcuni dialetti centromeridionali, è sempre stato leggermente limitato rispetto a quello della lingua standard.
La sostituzione con il presente indicativo è frequente, soprattutto il caso della seconda persona del singolare: Penso che sei qui al posto di penso che (tu) sia qui: il fenomeno è in parte giustificato dal fatto che la coniugazione del congiuntivo al singolare è la stessa per le diverse persone (sia, sia, sia): data la possibilità di un enunciato ambiguo è chiaro come l'uso dell'indicativo possa in qualche modo specificare meglio a chi si riferisce.

## Uso del congiuntivo presente nella frase principale
Si noti come questo tempo possa, in secondo luogo, occorrere anche nella principale.
1) Si può ricordare in questo capitolo, come introduzione, l'uso dell'imperativo alla terza persona, anche se per la forma di cortesia, l'allocuzione loro ha un uso molto limitato:
- Signora, sia ottimista, tutto si sistemerà.
- Benvenuti, mi facciano la cortesia di riempire questo modulo, per piacere.

In questi casi, infatti, le voci dell'imperativo si confondono con quelle del congiuntivo.
2) Similmente, nella principale, il congiuntivo presente può indicare una volontà, un desiderio:
- Vogliate farci pervenire il pacchetto il più presto possibile
- Che tu sia maledetto!
- Quelle persone vogliono pulire? Bene, allora comincino subito invece di stare tanto a chiacchierare.

L'uso del tempo presente (sia) indica qui un'azione possibile, mentre in contesti analoghi il congiuntivo imperfetto indicherebbe irrealtà (se ti portassero via!). In altre parole, la differenza tra il presente e l'imperfetto non è, in questo caso, di natura temporale.
3) Il congiuntivo presente può inoltre indicare un dubbio, una supposizione
- Non vedo Valentino. Che sia fuori casa?

laddove l'uso del presente indica il momento dell'enunciazione, mentre l'imperfetto indicherebbe un momento passato (l'anno scorso Valentino era magrissimo; che fosse malato?). In questo caso, l'opposizione tra le due forme è effettivamente di valore temporale.
4) Il congiuntivo presente ricorre infine in alcune espressioni idiomatiche (che tu voglia o no; costi quel che costi; sia come sia) oppure in forme verbali cristallizzate e quindi non più coniugabili (viva le donne! prendo sia le patatine, sia le verdure).

## Altre lingue

### Francese e spagnolo
La coniugazione per il francese e per lo spagnolo è assai complessa, come del resto anche quella italiana. Si propone qui una tabella di confronto per i verbi regolari corrispondenti a lavorare e dormire, partendo dunque dalla prima e dalla terza coniugazione italiana, assai più semplici della seconda (il verbo dormir in spagnolo è leggermente irregolare):
| italiano          | francese              | spagnolo                   |
| ----------------- | --------------------- | -------------------------- |
| che io lavori     | que je travaille      | que yo trabaje             |
| che tu lavori     | que tu travailles     | que tú trabajes            |
| che egli lavori   | qu'il travaille       | que él/usted trabaje       |
| che noi lavoriamo | que nous travaillions | que nosotros trabajemos    |
| che voi lavoriate | que vous travailliez  | que vosotros trabajéis     |
| che essi lavorino | qu'ils travaillent    | que ellos/ustedes trabajen |

| italiano         | francese          | spagnolo                  |
| ---------------- | ----------------- | ------------------------- |
| che io dorma     | que je dorme      | que yo duerma             |
| che tu dorma     | que tu dormes     | que tú duermas            |
| che egli dorma   | qu'il dorme       | que él/usted duerma       |
| che noi dormiamo | que nous dormions | que nosotros durmamos     |
| che voi dormiate | que vous dormiez  | que vosotros durmáis      |
| che essi dormano | qu'ils dorment    | que ellos/ustedes duerman |

La scelta tra indicativo presente e congiuntivo presente, in italiano, rispecchia a grandi linee i criteri osservabili nelle altre lingue romanze come il francese o lo spagnolo:
- Dudo que el restaurante abra a las seis.
- Je doute que le restaurant ouvre à six heures.
- Dubito che il ristorante apra alle sei.

Una delle maggiori peculiarità del congiuntivo italiano riguarda i costrutti che indicano un'insicurezza o un'opinione, dunque quelli introdotti dai verbi del pensiero (pensare, supporre, credere ecc.). In italiano, la scelta dell'indicativo o del congiuntivo è condizionata, oltre che dal registro, anche dalla maggiore o minore sicurezza che caratterizza l'enunciato. Dunque, la differenza tra questi due esempi:
- penso che lui è arrogante
- penso che lui sia arrogante

può essere spiegata da un uso più o meno accurato dei modi, ma anche da una differenza a livello di intenzione comunicativa, a seconda che l'asserzione sia più o meno perentoria (resta peraltro scontato che l'italiano standard non accetta l'utilizzo dell'indicativo con i verbi di opinione quali pensare, credere ecc.).
Diverso è il discorso per il francese o lo spagnolo. In sintesi, i verbi di opinione alla forma affermativa vengono seguiti dall'indicativo, alla forma negativa sono invece seguiti dal congiuntivo.
Costrutti come je pense que oppure pienso que da soli non bastano a giustificare l'uso del congiuntivo. Esso è comunque previsto insieme alla negazione:
- je pense qu'il est arrogant (indicativo)
- je ne pense pas qu'il soit arrogant (congiuntivo):
- pienso que él es arrogante (indicativo)
- no pienso que él sea arrogante (congiuntivo).

La presenza della negazione è un criterio che ha in italiano un'importanza minore e quindi si riscontra piuttosto di rado (dico che è così; non dico che sia così).
Discordanze si ritrovano spesso in enunciati che indicano la posteriorità temporale dell'evento nella secondaria; se questi possono essere indicati in italiano ed in francese con l'indicativo, lo spagnolo ricorre al congiuntivo presente (e, in testi particolarmente antiquati, al congiuntivo futuro).
- Cuando sea grande, tendré mucho éxito (congiuntivo presente)
- Quand je serai grand, j'aurai beaucoup de succès (futuro semplice)
- Quando sarò grande avrò molto successo (futuro semplice)

Similmente, avremo
- Visítame cuando tú quieras (congiuntivo presente)
- Viens me rendre visite quand tu veux (presente indicativo)
- Vieni a trovarmi quando vuoi (presente indicativo).

Infine, una particolarità francese è l'uso del congiuntivo presente nella secondaria retta da una principale al passato; questo fenomeno è dovuto al fatto che il congiuntivo imperfetto (subjonctif imparfait) è oramai caduto in disuso: Je ne pensais pas qu'elle soit à Rome ('non pensavo che lei fosse a Roma').

### Inglese
In inglese, le forme del congiuntivo presente si adattano soprattutto ad indicare una richiesta. A differenza del presente indicativo, non cambia mai a seconda della persona. Per i verbi essere ed avere avremo infatti:
- I be, you be, he be, we be, you be, they be.
- I have, you have, he have, we have, you have, they have.

Manca dunque la desinenza -s tipica della terza persona, come mostrano gli esempi:
- I demanded that John leave us. ('ho richiesto che John ci lasci')
- We ask that you be kind.  ('chiediamo che tu sia gentile')
- She asked that he not be told. ('lei chiese che non gli si dicesse/venisse detto/dicessero')
- I insist that he come when I call. ('insisto che lui venga quando chiamo')

La forma presente si distingue da quella passata, usata invece per eventi coloriti di modalità irreale o comunque improbabili:
- I wish I were a butterfly ('vorrei che io sia una farfalla').

### Tedesco
Il Konjunktiv I Gegenwart (congiuntivo primo presente) tedesco si differenzia notevolmente dal congiuntivo presente romanzo. Gli unici punti di contatto sono le funzioni di congiuntivo ottativo e di congiuntivo esortativo utilizzato in sostituzione delle terze persone e della prima persona plurale dell'imperativo.
La coniugazione del Konjunktiv I prevede che la desinenza -en dell'infinito venga sostituita da quelle del congiuntivo:
| ich       | ~e   |
| du        | ~est |
| er/sie/es | ~e   |
| wir       | ~en  |
| ihr       | ~et  |
| sie       | ~en  |

Si avrà quindi per il verbo gehen:
| ich       | gehe   |
| du        | gehest |
| er/sie/es | gehe   |
| wir       | gehen  |
| ihr       | gehet  |
| sie       | gehen  |

Solo il verbo sein (essere) non aggiunge la vocale -e- nelle terminazioni del singolare:
| ich       | sei   |
| du        | seist |
| er/sie/es | sei   |
| wir       | seien |
| ihr       | seiet |
| sie       | seien |

Nel caso del congiuntivo ottativo, il suo uso è generalmente ristretto ad un certo numero di espressioni fisse, soprattutto tipiche della lingua religiosa. Il verbo è spesso in ultima posizione:
Es lebe der König! Viva il re!
Gott sei Dank! Grazie a Dio (lett. a Dio sia ringraziamento)
Dein Reich komme Venga il tuo regno
Dein Wille geschehe Sia fatta la tua volontà (lett. la tua volontà accada)
Come imperativo:
Gehen Sie weg! Vada via!
Gehen wir! Andiamo!
Man nehme, wenn man hat, ein halbes Pfund Butter Si prenda, se si ha, mezza libbra (250 g) di burro
Ma lo si può anche trovare in alcune comuni espressioni fisse senza poterlo ricondurre a uno dei casi detti sopra:
Es sei denn a meno che
Wie dem auch sei comunque sia
Nelle frasi dipendenti in cui l'italiano prevede l'uso del congiuntivo (al di fuori del periodo ipotetico), il tedesco prescrive invece il semplice indicativo:
Denkt ihr denn, dass ich verrückt bin? Pensate che io sia matto?
Ich vermute, dass der Film wohl gegen 10 Uhr endet Suppongo che il film finisca verso le dieci
Bevor der Film beginnt, kaufe ich Popcorn Prima che il film cominci, compro dei pop corn
Ich will, dass du auf unsere Party kommst, sag ja nicht nein! Voglio che tu venga alla nostra festa, non dire di no!
Rocco fährt ab, ohne dass ich ihn grüßen kann Rocco parte senza che io possa salutarlo
L'uso più specifico del Konjuntiv I (sia presente che passato) è però costituito dalla costruzione del discorso indiretto, soprattutto nella lingua scritta: per questo motivo, è tipico del linguaggio giornalistico. L'uso del Konjunktiv I nel discorso indiretto esprime infatti la propria imparzialità rispetto al fatto:
Tom sagt, dass er reich sei Tom dice di essere ricco
In questo caso, chi pronuncia l'affermazione riporta semplicemente ciò che Tom ha detto, senza mostrare il proprio pensiero.
L'uso dell'indicativo
Tom sagt, dass er reich ist Tom dice di essere ricco
si distingue principalmente per una sintassi meno sorvegliata.
Con il Konjunktiv II
Tom sagt, dass er reich wäre Tom dice di essere ricco
si indicano espressi forti dubbi che Tom sia effettivamente ricco.
Nella lingua scritta, il Konjuktiv I si può anche trovare in seconda posizione di una frase subordinata se nella principale si trova un verbo della sfera del parlare o del pensare:
- Er sagt, er gehe nach Hause ('dice che va a casa'), più letterario
- Er sagt, dass er nach Hause geht ('dice che va a casa'), più comune
- Er sagt, dass er nach Hause gehe, come sopra ma meno comune

Come nelle altre lingue, c'è il pericolo che le forme coincidano con quelle corrispondenti dell'indicativo. In questo caso, si preferisce la forma del Konjunktiv II (ossia la forma vicina al congiuntivo imperfetto). Per dire: Sostiene che vadano a casa, senza espressione del proprio giudizio personale in merito al fatto, si dice ad esempio Er behauptet, sie gingen nach Hause per non dire Er behauptet, sie gehen nach Hause, dato che la forma coniugata gehen può essere interpretata tanto come congiuntivo, quanto come indicativo.